# Henryk Opieński
Henryk Opieński (ur. 13 stycznia 1870 w Krakowie, zm. 21 stycznia 1942 w Morges) – polski kompozytor i muzykolog, przyjaciel Stanisława Wyspiańskiego.

## Życiorys
Był synem urzędnika Józefa, powstańca z 1863 oraz Ludwiki z domu Kośmińskiej. Maturę zdał w Krakowie w gimnazjum Św. Anny i u W. Singera rozpoczął naukę gry na skrzypcach, którą później kontynuował u Franza Lachnera w Pradze, gdzie równocześnie na Politechnice uzyskał dyplom inżyniera chemii. W 1892 po powrocie do Krakowa uczył się kompozycji pod kierunkiem Władysława Żeleńskiego. Od 1895 studiował w Paryżu u Władysława Górskiego, Zygmunta Stojowskiego i Ignacego Paderewskiego, a od 1897 w Berlinie u Heinricha Urbana, a od 1898 ponownie w Paryżu u Vincenta d’Indy’ego. W tym czasie grał w orkiestrach Grand Opera i Colonne. Do Warszawy przyjechał w 1901 i został tam skrzypkiem orkiestry Filharmonii Warszawskiej oraz organizatorem i dyrygentem chóru Filharmonii. W latach 1904–1906 w Lipsku studiował dyrygenturę u Arthura Nikischa oraz muzykologię u H. Riemanna. Debiutował w 1906 jako dyrygent operowy we Lwowie, był dyrygentem w Operze Warszawskiej w latach 1908-1911, organizatorem orkiestry symfonicznej i jej drugim dyrygentem obok Grzegorza Fitelberga, a kierownikiem muzycznym Teatru Polskiego w Warszawie w latach 1913-1914. W 1911 był założycielem pierwszego w Polsce czasopisma muzykologicznego „Kwartalnik Muzyczny”, które redagował do 1914. W 1914 na podstawie rozprawy o lutniście W. Bekwarku otrzymał doktorat. W latach 1911–1914 wykładał historię muzyki na Wydziale Humanistycznym Towarzystwa Kursów Naukowych w Warszawie. W Lozannie przebywał w okresie I wojny światowej, gdzie od 1917 prowadził kilkunastoosobowy chór mieszany „Motet et Madrigal” z repertuarem muzyki wielogłosowej z XVI i XVII w., zawierającym wiele utworów polskich.
Opieński w 1920 przyjechał do Poznania, gdzie jesienią wspólnie z Łucjanem Kamieńskim zorganizował pierwszą w Polsce Akademię Muzyczną, którą oparto na wzorach Schola Cantorum w Paryżu i konserwatorium w Pradze, przekształconą w 1922 w Państwowe Konserwatorium Muzyczne. Do czerwca 1926 był jej dyrektorem i wykładał w niej kompozycję i teorię muzyki oraz prowadził chór i orkiestrę. Wykształcił szereg wybitnych uczniów, m.in. kompozytora Stefana Poradowskiego. W 1925 był również dyrektorem Opery Poznańskiej. Uczestniczył w pracach Wielkopolskiego Związku Kół Śpiewaczych, a od 1922 był jego prezesem. W 1925 założył i do lipca 1927 redagował jego czasopismo, „Przegląd Muzyczny”. W czerwcu 1924 był w Poznaniu współorganizatorem XI Wielkopolskiego i II Wszechpolskiego Zjazdu Kół Śpiewaczych. Wspólnie ze Stanisławem Wiechowiczem i Władysławem Raczkowskim tworzył dla chórów nowy repertuar, który był oparty głównie na polskich pieśniach ludowych.  Latem 1926 Opieński przeniósł się na stałe do Morges w Szwajcarii, gdzie nadal prowadził zespół „Motet et Madrigal”. Do Polski przyjeżdżał co roku, ostatni raz w październiku 1938 jako przewodniczący ogólnopolskiego zjazdu muzykologów, który odbywał się w Poznaniu podczas Tygodnia Muzyki Polskiej. Zmarł 21 stycznia 1942 w Morges i pochowany został na cmentarzu w Tolochenaz.
Napisał m.in. utwór na 4 głosy męskie do tekstu pt La Fuite de l'Hiver ze zbioru poetyckiego Le Chemin des saisons Augusta Angellier'a. Komponował także opery. Jego Maria (na podstawie Marii Antoniego Malczewskiego) została wystawiona w Operze Poznańskiej w roku 1923.
Jego żona Anna z Krzymuskich (*8.03.1876 +25.09.1923) została pochowana na cmentarzu św. Wojciecha w Poznaniu na stokach Cytadeli. Po jej śmierci ożenił się w 1924 ze śpiewaczką i kompozytorką szwajcarską, Lidią Barblan. Miał syna Józefa, który był aktorem i spikerem Polskiego Radia.
Jego bratem był lekarz, działacz społeczny i polityczny Jan Opieński (mąż Marii Opieńskiej). Jego bratanicą była biochemiczka i działaczka niepodległościowa Janina Opieńska-Blauth.

## Ważniejsze utwory

### Orkiestrowe
- Lilla Weneda, poemat symfoniczny (1908)
- Zygmunt August i Barbara, poemat symfoniczny (1911)
- Medytacje na temat kaszubski, poemat symfoniczny (1920)

### Solowe i kameralne
- Berceuse na skrzypce i fortepian
- Thème varié na fortepian (1906)

### Na głos i fortepian
- Sechs Lieder
- Trzy pieśni
- Trois mélodies
- Pieśń majowa
- Siedem preludiów
- Czasem
- Polskie pieśni ludowe (2 albumy)
- Les larmes, 6 pieśni
- Printemps triste
- Prélude

### Wokalne i wokalno-instrumentalne
- Wieczna wiosna na chór mieszany a cappella
- Sześć pieśni narodowych na chór mieszany a cappella
- Cztery pieśni na chór męski a cappella
- Taniec mgieł nocnych na chór i orkiestrę
- Kantata na cześć Mickiewicza na chór i orkiestrę (1908)
- Veni Creator, kantata na chór i orkiestrę (1927)
- L'enfant prodigue na głosy solowe, chór i orkiestrę (1930)
- Syn marnotrawny, scena biblijna na głosy solowe, chór i orkiestrę (1930)
- Maria, opera w 3 aktach
- Jakub Lutnista, opera w 2 aktach

### Utwory opublikowane
- Chansons populaires de la Pologne. Recueillies et harmonisées par Henryk Opieński. Traduction française d'Emmanuel Barblan. Couverture de B. Czarkowski. Hors-texte de St. Poray Pstrokoński. Préface de Henryk Opieński. Édition Heun, Genève (b.d.), 21 p.
- H. Opieński, La Fuite de l'hiver. Chœur à 4 voix d'hommes a capella. Paroles de Auguste Angellier. Lausanne 1929. Foetisch Frères, Éditeurs. Paris, Rouart, Lerolle et Cie, Paris.

## Dyskografia
- Chœurs polonais de la Renaissance. Strona A: Mikołaj Gomółka (ok. 1539-1609), Psaume 77 – Mikołaj Zieleński, In monte Oliveti. Ensemble Vocal Motet et Madrigal sous la direction de: H. Opieński. Strona B: Wacław Szamotulski (ok. 1525-1572), Prière du Soir – Mikołaj Zieleński, Per signum crucis. Płyta 78 obr./min. L'Anthologie Sonore nr AS 107-108. NB. Erratum: nalepki są poprzestawione. Strona A odnosi się właściwie do strony B i odwrotnie.
- Pieśni / I.J. Paderewski, H. Opieński. Katowice: Akademia Muzyczna w Katowicach: Radio Katowice, 1999.
- Songs: chamber works / Henryk Opieński. Warszawa: Acte Préalable, 2004.
- * Henryk Opieński. Komplet pieśni, utwory kameralne - recenzja płyty z nagraniami kompozytora: Maria Pawlaczyk sopran, Weronika Firlej-Kubasik fortepian, Anna Organiszczak fortepian, Mariusz Derewecki skrzypce. Acte Préalable 2004 - AP0075, DDD 63'56".